# Batman: A rajzfilmsorozat
A Batman: A rajzfilmsorozat (eredeti cím: Batman: The Animated Series) 1992-től 1995-ig futott amerikai animációs szuperhős-sorozat, amelyet Emmy-díj-ra jelöltek, és a DC Comics egyik szuperhőséről, Batmanről szól. A tévéfilmsorozat a Warner Bros. Television forgalmazásában jelent meg. A sorozatot a FOX adó vetítette először 1992. szeptember 5. és 1995. szeptember 16. között. A sorozat produceri munkálatait mindvégig Bruce W. Timm és Eric Radomski végezték, sőt, a Rettegjetek, jön a Szürke Szellem! című epizódban Bruce W. Timm hangján szólal meg a főgonosz. A sorozat borús, sötét hangulatával egy csapásra népszerű lett a rajongók körében. A régi ellenségek mellett a sorozat újakat is felvonultatott, mint a Vörös Karom vagy a Csatornalakó, de az alkotók azzal is büszkélkedhetnek, hogy megalkottak egy olyan karaktert, amit aztán a képregény is átemelt a rajzfilmből, amire eddig nem igazán volt példa. Így lett Dr. Harleen Quinzel (Harley Quinn) Joker állandó társa a képregényben is (a Hush című magyarul is megjelent történetben szintén fellelhető – kiadta a Képes Kiadó). A sorozat a harmadik évadtól a The New Adventures Of Batman and Robin címen futott, majd a negyedik évad után két év szünet következett, hogy aztán a Warner megújult stílusú sorozattal rukkoljon, amely a The New Batman Adventures nevet viselte.
1993-ban a Warner egy egész estés animációs filmet is készített a sorozat alapján Batman: A rém álarca (Batman: Mask of the Phantasm), ahol a főhős sorsdöntő megmérettetésben vesz részt és ahol az ősi ellenség, Joker végzete is beteljesedik.
1998-ban készült egy Batman: Subzero című animációs film, mely szintén a sorozat alapján készült. Batmannek itt az ismert ellenségével, Mr. Faggyal kell megküzdenie.
2016-ban az RTL Spike nevű tévécsatorna megvásárolta az első és második évadból kimaradt epizódokat, valamint a The New Batman Adventurest. A harmadik magyar változat hangjait tartották meg.

## Szereplők

### Főszereplők
| Szereplő                 | Eredeti hang               | Magyar hang                             | Magyar hang                | Magyar hang        | Magyar hang        | Magyar hang                   |
| Szereplő                 | Eredeti hang               | 1. magyar változat                      | 2. magyar változat         | 2. magyar változat | 3. magyar változat | 3. magyar változat            |
| Szereplő                 | Eredeti hang               | HBO                                     | RTL Klub                   | Viasat6            | DVD                | RTL Spike                     |
| ------------------------ | -------------------------- | --------------------------------------- | -------------------------- | ------------------ | ------------------ | ----------------------------- |
| Bruce Wayne / Batman     | Kevin Conroy               | Rosta Sándor                            | Rosta Sándor               | Jakab Csaba        | Sótonyi Gábor      | Sótonyi Gábor                 |
| Alfred Pennyworth        | Efrem Zimbalist Jr.        | Makay Sándor (1. évad)                  | Makay Sándor               | Makay Sándor       | Makay Sándor       | Kajtár Róbert                 |
| Alfred Pennyworth        | Clive Revill (3 epizódban) | Pusztai Péter (2. évad)                 | Makay Sándor               | Makay Sándor       | Makay Sándor       | Kárpáti Levente (1 epizódban) |
| James Gordon             | Bob Hastings               | Orosz István (1. hang)                  | Orosz István               | Forgács Gábor      | Forgács Gábor      | Forgács Gábor                 |
| James Gordon             | Bob Hastings               | Szokolay Ottó (2. hang)                 | Orosz István               | Forgács Gábor      | Forgács Gábor      | Forgács Gábor                 |
| Harvey Bullock           | Robert Costanzo            | Melis Gábor                             | Bognár Tamás               | ?                  | Várkonyi András    | Várkonyi András               |
| Dick Grayson / Robin     | Loren Lester               | Tahi József                             | Seszták Szabolcs (1. évad) | Moser Károly       | Moser Károly       | Moser Károly                  |
| Dick Grayson / Robin     | Loren Lester               | ? (1. évad, 61. rész egyik jelenetében) | Tahi József (2. évad)      | Moser Károly       | Moser Károly       | Moser Károly                  |
| Barbara Gordon / Batgirl | Melissa Gilbert            | Roatis Andrea (1. hang)                 | ?                          | ?                  | Dögei Éva          | Dögei Éva                     |
| Barbara Gordon / Batgirl | Melissa Gilbert            | Nyírő Bea (2. hang)                     | ?                          | ?                  | Dögei Éva          | Dögei Éva                     |

### Legfőbb ellenfelek
| Szereplő                                | Eredeti hang     | Magyar hang                             | Magyar hang                 | Magyar hang        | Magyar hang                            | Magyar hang        |
| Szereplő                                | Eredeti hang     | 1. magyar változat                      | 2. magyar változat          | 2. magyar változat | 3. magyar változat                     | 3. magyar változat |
| Szereplő                                | Eredeti hang     | HBO                                     | RTL Klub                    | Viasat6            | DVD                                    | RTL Spike          |
| --------------------------------------- | ---------------- | --------------------------------------- | --------------------------- | ------------------ | -------------------------------------- | ------------------ |
| Joker                                   | Mark Hamill      | Kassai Károly                           | Kassai Károly               | —                  | Háda János                             | Háda János         |
| Oswald Chesterfield Cobblepot / Pingvin | Paul Williams    | Karsai István (1. évad, 20. rész)       | Rudas István                | —                  | Varga T. József                        | Varga T. József    |
| Oswald Chesterfield Cobblepot / Pingvin | Paul Williams    | Kovács István                           | Rudas István                | —                  | Varga T. József                        | Varga T. József    |
| Selina Kyle / Macskanő                  | Adrienne Barbeau | Andresz Kati                            | Orosz Anna (1. évad)        | —                  | Törtei Tünde                           | Törtei Tünde       |
| Selina Kyle / Macskanő                  | Adrienne Barbeau | Andresz Kati                            | Farkasinszky Edit (2. évad) | —                  | Törtei Tünde                           | Törtei Tünde       |
| Edward Nygma / Rébusz                   | John Glover      | Kárpáti Tibor                           | Csankó Zoltán               | —                  | Barabás Kiss Zoltán                    | —                  |
| Dr. Victor Fries / Mr. Fagy             | Michael Ansara   | ?                                       | Rudas István                | —                  | ?                                      | —                  |
| Harvey Dent / Kétarc                    | Richard Moll     | Sörös Sándor                            | Kassai Károly               | ?                  | Dányi Krisztián                        | Dányi Krisztián    |
| Pamela Lillian Isley / Méregcsók        | Diane Pershing   | Csere Ágnes                             | Farkasinszky Edit           | —                  | Urbán Andrea                           | Urbán Andrea       |
| Dr. Harleen Quinzel / Harley Quinn      | Arleen Sorkin    | Somlai Edina (1. évad, 7. rész)         | Kiss Eszter                 | —                  | Mahó Andrea                            | Mahó Andrea        |
| Dr. Harleen Quinzel / Harley Quinn      | Arleen Sorkin    | Farkasinszky Edit                       | Kiss Eszter                 | —                  | Mahó Andrea                            | Mahó Andrea        |
| Dr. Jonathan Crane / Madárijesztő       | Henry Polic II   | Balázsi Gyula                           | Szokol Péter (1. évad)      | —                  | Szokol Péter                           | Szokol Péter       |
| Dr. Jonathan Crane / Madárijesztő       | Henry Polic II   | Balázsi Gyula                           | Csankó Zoltán (2. évad)     | —                  | Szokol Péter                           | Szokol Péter       |
| Waylon Jones / Gyilkos Krok             | Aron Kincaid     | Hankó Attila                            | —                           | —                  | Kardos Róbert                          | Kardos Róbert      |
| Waylon Jones / Gyilkos Krok             | Aron Kincaid     | Rosta Sándor (1. évad, 35. rész)        | —                           | —                  | Kardos Róbert                          | Kardos Róbert      |
| Jervis Tetch / Őrült Kalapos            | Roddy McDowall   | Rajhona Ádám (1. hang)                  | Sótonyi Gábor               | ?                  | Pusztaszeri Kornél (1. évad, 24. rész) | Pusztaszeri Kornél |
| Jervis Tetch / Őrült Kalapos            | Roddy McDowall   | Kárpáti Tibor (2. hang)                 | Sótonyi Gábor               | ?                  | ? (1. évad, 26. rész)                  | Pusztaszeri Kornél |
| Matt Hagen / Agyagpofa                  | Ron Perlman      | ?                                       | —                           | —                  | Király Attila                          | —                  |
| Matt Hagen / Agyagpofa                  | Ron Perlman      | Varga Tamás (1. évad, 63. rész)         | —                           | —                  | Király Attila                          | —                  |
| Dr. Kirk Langstrom / Man-Bat            | Marc Singer      | Szabó Sipos Barnabás (1. évad, 2. rész) | —                           | —                  | Megyeri János                          | —                  |
| Dr. Kirk Langstrom / Man-Bat            | Marc Singer      | Uri István (1. évad, 30. rész)          | —                           | —                  | Megyeri János                          | —                  |
| Dr. Kirk Langstrom / Man-Bat            | Marc Singer      | F. Nagy Zoltán (1. évad, 37. rész)      | —                           | —                  | Megyeri János                          | —                  |
| Arnold Wesker / Hasbeszélő              | George Dzundza   | Dobránszky Zoltán                       | Zágoni Zsolt                | —                  | —                                      | Kőszegi Ákos       |
| Arnold Wesker / Hasbeszélő              | George Dzundza   | Uri István (2. évad, 4. rész)           | Zágoni Zsolt                | —                  | —                                      | Kőszegi Ákos       |
| Arnold Wesker / Sebhelyes               | George Dzundza   | Gruber Hugó                             | Zágoni Zsolt                | —                  | —                                      | Kőszegi Ákos       |
| Ra's al Ghul                            | David Warner     | Rudas István (1. évad, 44. rész)        | —                           | —                  | Várday Zoltán                          | Várday Zoltán      |
| Ra's al Ghul                            | David Warner     | Izsóf Vilmos                            | —                           | —                  | Várday Zoltán                          | Várday Zoltán      |
| Bane                                    | Henry Silva      | Both András                             | —                           | —                  | —                                      | Hajdu István       |

### Mellékszereplők
| Szereplő                               | Eredeti hang                           | Magyar hang                              | Magyar hang                      | Magyar hang        | Magyar hang                        | Magyar hang                |   |
| Szereplő                               | Eredeti hang                           | 1. magyar változat                       | 2. magyar változat               | 2. magyar változat | 3. magyar változat                 | 3. magyar változat         |   |
| Szereplő                               | Eredeti hang                           | HBO                                      | RTL Klub                         | Viasat6            | DVD                                | RTL Spike                  |   |
| -------------------------------------- | -------------------------------------- | ---------------------------------------- | -------------------------------- | ------------------ | ---------------------------------- | -------------------------- | - |
| Summer Gleeson                         | Mari Devon                             | Radó Denise (1. hang)                    | ?                                | ?                  | Németh Kriszta                     | Sallai Nóra                |   |
| Summer Gleeson                         | Mari Devon                             | Hirling Judit (2. hang)                  | ?                                | ?                  | Németh Kriszta                     | Sallai Nóra                |   |
| Ferris Boyle                           | Mark Hamill                            | ?                                        | —                                | —                  | Kárpáti Levente                    | —                          |   |
| Könyvelő                               | Mark Hamill                            | Wohlmuth István                          | —                                | —                  | ?                                  | —                          |   |
| Pincér                                 | Mark Hamill                            | Wohlmuth István                          | —                                | —                  | —                                  | Katona Zoltán              |   |
| Hamilton Hill                          | Lloyd Bochner                          | Várkonyi András (1. hang)                | ?                                | —                  | Bolla Róbert                       | Orosz István (1 epizódban) |   |
| Hamilton Hill                          | Lloyd Bochner                          | Kardos Gábor (2. hang)                   | ?                                | —                  | Bolla Róbert                       | Papucsek Vilmos            |   |
| Rupert Thorne                          | John Vernon                            | Kristóf Tibor                            | Uri István                       | ?                  | Kárpáti Tibor                      | Bezerédi Zoltán            |   |
| Thomas Wayne                           | Richard Moll (1. hang)                 | Dobránszky Zoltán                        | Pataki Imre                      | —                  | Bolla Róbert                       | —                          |   |
| Thomas Wayne                           | Kevin Conroy (2. hang)                 | Dobránszky Zoltán                        | Pataki Imre                      | —                  | Bolla Róbert                       | —                          |   |
| Martha Wayne                           | Adrienne Barbeau                       | ?                                        | ?                                | —                  | ?                                  | —                          |   |
| Lucius Fox                             | Brock Peters                           | Gruber Hugó (1. hang)                    | —                                | —                  | Kardos Gábor                       | R. Kárpáti Péter           |   |
| Lucius Fox                             | Brock Peters                           | Kardos Gábor (2. hang)                   | —                                | —                  | Kardos Gábor                       | R. Kárpáti Péter           |   |
| Lucius Fox                             | Brock Peters                           | Tardy Balázs (3. hang)                   | —                                | —                  | Kardos Gábor                       | R. Kárpáti Péter           |   |
| Lucius Fox                             | Brock Peters                           | Wohlmuth István (4. hang)                | —                                | —                  | Kardos Gábor                       | R. Kárpáti Péter           |   |
| G. Carl Francis                        | George Dzundza                         | Uri István                               | —                                | —                  | ?                                  | —                          |   |
| Chubb                                  | George Dzundza                         | Melis Gábor                              | —                                | —                  | Várday Zoltán                      | —                          |   |
| Renee Montoya                          | Ingrid Oliu (1. hang)                  | ?                                        | ?                                | —                  | ?                                  | Bogdányi Titanilla         |   |
| Renee Montoya                          | Liane Schirmer (2. hang)               | ?                                        | ?                                | —                  | ?                                  | Bogdányi Titanilla         |   |
| HARDAC                                 | Jeff Bennett                           | ?                                        | —                                | —                  | ?                                  | Turi Bálint                |   |
| HARDAC                                 | Jeff Bennett                           | Uri István (1. évad, 43. rész)           | —                                | —                  | ?                                  | Turi Bálint                |   |
| Lucas                                  | Aron Kincaid                           | Bognár Zsolt                             | —                                | —                  | ?                                  | —                          |   |
| Isis                                   | Frank Welker                           | —                                        | —                                | —                  | —                                  | —                          | — |
| Farkasember                            | Frank Welker                           | Horányi László                           | —                                | —                  | Kárpáti Levente                    | —                          |   |
| Bérgyilkos                             | Frank Welker                           | Szűcs Sándor                             | —                                | —                  | —                                  | Péter Richárd              |   |
| Roland Daggett                         | Edward Asner                           | ? (1. hang)                              | Bognár Tamás                     | —                  | Balázsi Gyula                      | —                          |   |
| Roland Daggett                         | Edward Asner                           | Kárpáti Tibor (2. hang)                  | Bognár Tamás                     | —                  | Balázsi Gyula                      | —                          |   |
| Dr. Leslie Thompkins                   | Diana Muldaur                          | Czigány Judit                            | Illyés Mari                      | —                  | Bessenyei Emma                     | Málnai Zsuzsa              |   |
| Dr. Nora Crest                         | Linda Gary                             | Czigány Judit                            | ?                                | —                  | Bókai Mária                        | —                          |   |
| Constance Blaine                       | Linda Gary                             | Radó Denise                              | —                                | —                  | ?                                  | —                          |   |
| Berty                                  | Linda Gary                             | Némedi Mari                              | —                                | —                  | ?                                  | —                          |   |
| Veronica Vreeland                      | Marilu Henner                          | Madarász Éva (1. évad, 52. rész)         | ?                                | ?                  | ?                                  | Kiss Virág                 |   |
| Veronica Vreeland                      | Marilu Henner                          | Andresz Kati (1. évad, 64. rész)         | ?                                | ?                  | ?                                  | Kiss Virág                 |   |
| Veronica Vreeland                      | Marilu Henner                          | Rudolf Teréz (2. évad, 18. rész)         | ?                                | ?                  | ?                                  | Kiss Virág                 |   |
| Dr. Karl Rossum                        | William Sanderson                      | Galambos Péter (1. évad, 39. rész)       | Juhász György                    | —                  | ?                                  | ?                          |   |
| Dr. Karl Rossum                        | William Sanderson                      | Szabó Sipos Barnabás (1. évad, 40. rész) | Juhász György                    | —                  | ?                                  | ?                          |   |
| Dr. Karl Rossum                        | William Sanderson                      | Komlós András (1. évad, 43. rész)        | Juhász György                    | —                  | ?                                  | ?                          |   |
| Talia al Ghul                          | Helen Slater                           | Madarász Éva (1. évad, 44. rész)         | —                                | —                  | Solecki Janka                      | Solecki Janka              |   |
| Talia al Ghul                          | Helen Slater                           | Biró Anikó                               | —                                | —                  | Solecki Janka                      | Solecki Janka              |   |
| Germs                                  | Ed Begley Jr.                          | Karsai István                            | —                                | —                  | ?                                  | —                          |   |
| Charlie Collins                        | Ed Begley Jr.                          | Kárpáti Tibor                            | —                                | —                  | Bácskai János                      | —                          |   |
| Tygrus                                 | Jim Cummings                           | Szalai Imre                              | —                                | —                  | ?                                  | —                          |   |
| Az igazi Jekko                         | Jim Cummings                           | ?                                        | —                                | —                  | Kardos Gábor                       | —                          |   |
| Saunders                               | Jim Cummings                           | ?                                        | —                                | —                  | ?                                  | —                          |   |
| Denevérsrác                            | Pat Fraley                             | —                                        | ?                                | —                  | —                                  | —                          |   |
| Jest                                   | Pat Fraley                             | Szűcs Sándor                             | —                                | —                  | ?                                  | —                          |   |
| Frankie                                | Matt Landers                           | Holl Nándor                              | Megyeri János                    | —                  | Bodrogi Attila                     | —                          |   |
| Maven                                  | Mary McDonald Lewis                    | ?                                        | —                                | —                  | ?                                  | —                          |   |
| Candace                                | Diane Michelle                         | ? (1. évad, 17-18. rész)                 | —                                | —                  | ?                                  | Németh Borbála             |   |
| Candace                                | Diane Michelle                         | Kiss Erika (2. évad, 6. rész)            | —                                | —                  | ?                                  | Németh Borbála             |   |
| Vörös Karom                            | Kate Mulgrew                           | Kocsis Mariann (1. évad, 1. és 8. rész)  | —                                | —                  | ?                                  | Bognár Gyöngyvér           |   |
| Vörös Karom                            | Kate Mulgrew                           | Kocsis Judit (2. évad, 20. rész)         | —                                | —                  | ?                                  | Bognár Gyöngyvér           |   |
| Dr. Stella Bates                       | Pat Musick                             | Varga Zsuzsa                             | —                                | —                  | ?                                  | —                          |   |
| Maria Vargas                           | Carmen Zapata                          | Dániel Vali (1. évad, 16. rész)          | ?                                | —                  | ?                                  | —                          |   |
| Maria Vargas                           | Carmen Zapata                          | ? (1. évad, 29. rész)                    | ?                                | —                  | ?                                  | —                          |   |
| Maria Vargas                           | Carmen Zapata                          | Bessenyei Emma (1. évad, 34. rész)       | ?                                | —                  | ?                                  | —                          |   |
| Dr. March                              | Rene Auberjonois                       | Kristóf Tibor (1. évad, 2. rész)         | —                                | —                  | Kajtár Róbert                      | —                          |   |
| Dr. March                              | Rene Auberjonois                       | Albert Péter (1. évad, 37. rész)         | —                                | —                  | Kajtár Róbert                      | —                          |   |
| Orrszarvú                              | Earl Boen                              | Gesztesi Károly (1. évad, 59. rész)      | —                                | —                  | —                                  | Varga Rókus                |   |
| Orrszarvú                              | Earl Boen                              | Csuja Imre (2. évad, 18. rész)           | —                                | —                  | —                                  | Varga Rókus                |   |
| Zatanna Zatara                         | Julie Brown                            | Balázs Ági                               | —                                | —                  | Roatis Andrea                      | —                          |   |
| Lily                                   | Julie Brown                            | ?                                        | ?                                | —                  | ?                                  | —                          |   |
| Mad Dog                                | Greg Burson                            | Varga Tamás                              | —                                | ?                  | —                                  | Berzsenyi Zoltán           |   |
| Grace Lamont                           | Murphy Cross                           | Kiss Erika                               | —                                | —                  | Haffner Anikó                      | —                          |   |
| Ubu                                    | Manu Tupou (1. évad, 57. rész)         | Hankó Attila                             | —                                | —                  | —                                  | Maday Gábor                |   |
| Ubu                                    | George DiCenzo                         | Hankó Attila                             | —                                | —                  | —                                  | Maday Gábor                |   |
| Dr. Bartholomew                        | Richard Dysart                         | Konrád Antal                             | Rudas István (1. évad, 31. rész) | —                  | ?                                  | —                          |   |
| Dr. Bartholomew                        | Richard Dysart                         | Konrád Antal                             | ? (2. évad, 14. rész)            | —                  | ?                                  | —                          |   |
| Stern                                  | Herb Edelman                           | ?                                        | —                                | —                  | Papucsek Vilmos (1. évad, 1. rész) | —                          |   |
| Stern                                  | Herb Edelman                           | ?                                        | —                                | —                  | ? (1. évad, 8. rész)               | —                          |   |
| Randa Duane                            | Leslie Easterbrook                     | Orosz Helga (1. évad, 39. rész)          | —                                | —                  | ?                                  | —                          |   |
| Randa Duane                            | Leslie Easterbrook                     | Farkasinszky Edit (1. évad, 40. rész)    | —                                | —                  | ?                                  | —                          |   |
| Teddy                                  | Dick Gautier                           | Salinger Gábor                           | —                                | —                  | ?                                  | —                          |   |
| Sheldrake                              | Barry Gordon                           | Szokol Péter (1. évad, 48. rész)         | —                                | —                  | ?                                  | ?                          |   |
| Sheldrake                              | Barry Gordon                           | ? (1. évad, 54. rész)                    | —                                | —                  | ?                                  | ?                          |   |
| Anthony Romulus                        | Harry Hamlin                           | Horányi László                           | —                                | —                  | Kárpáti Levente                    | —                          |   |
| Cameron Kaiser                         | Harry Hamlin                           | Faragó József                            | —                                | —                  | ?                                  | —                          |   |
| Lennie                                 | Charles Howerton                       | Kárpáti Tibor                            | —                                | —                  | ?                                  | —                          |   |
| Kyodai Ken                             | Robert Ito                             | Cs. Németh Lajos                         | —                                | —                  | Szűcs Sándor                       | —                          |   |
| Irving                                 | Brion James                            | ?                                        | —                                | —                  | ?                                  | —                          |   |
| Eagleton                               | John de Lancie                         | Csuja Imre (1. évad, 48. rész)           | —                                | —                  | ?                                  | Joó Gábor                  |   |
| Eagleton                               | John de Lancie                         | Szűcs Sándor (1. évad, 54. rész)         | —                                | —                  | ?                                  | Joó Gábor                  |   |
| Francine Langstrom                     | Meredith MacRae                        | Andresz Kati (1. évad, 2. rész)          | —                                | —                  | F. Nagy Erika                      | —                          |   |
| Francine Langstrom                     | Meredith MacRae                        | Braun Rita (1. évad, 37. rész)           | —                                | —                  | F. Nagy Erika                      | —                          |   |
| Richard                                | Kenneth Mars                           | Balázsi Gyula                            | —                                | —                  | —                                  | Harsányi Gábor             |   |
| Gil Mason                              | Tim Matheson                           | Anger Zsolt                              | —                                | Rosta Sándor       | —                                  | Szabó Máté                 |   |
| Boxy Bennett                           | Dick Miller                            | Csuja Imre                               | Zágoni Zsolt                     | —                  | —                                  | ?                          |   |
| Carmine Falcone                        | Walter Olkewicz                        | Szűcs Sándor (1. évad, 48. rész)         | —                                | —                  | ?                                  | Sárközi József             |   |
| Carmine Falcone                        | Walter Olkewicz                        | Csuja Imre (1. évad, 54. rész)           | —                                | —                  | ?                                  | Sárközi József             |   |
| Temple Fugate / Órakirály              | Alan Rachins                           | Versényi László (1. évad, 14. rész)      | —                                | —                  | Sinkovits-Vitay András             | Fazekas István             |   |
| Temple Fugate / Órakirály              | Alan Rachins                           | Pataky Imre (2. évad, 10. rész)          | —                                | —                  | Sinkovits-Vitay András             | Fazekas István             |   |
| Arnold Stromwell                       | Eugene Roche                           | ? (1. évad, 6. rész)                     | —                                | —                  | Orosz István                       | —                          |   |
| Arnold Stromwell                       | Eugene Roche                           | Koroknay Géza (1. évad, 51. rész)        | —                                | —                  | Orosz István                       | —                          |   |
| John Hamner                            | Peter Scolari                          | Wohlmuth István                          | —                                | —                  | ?                                  | —                          |   |
| Gunther Hardwicke / Cápa               | Peter Scolari                          | F. Nagy Zoltán (Gunther Hardwicke)       | —                                | —                  | —                                  | Dolmány Attila             |   |
| Gunther Hardwicke / Cápa               | Peter Scolari                          | Besenczi Árpád (Cápa)                    | —                                | —                  | —                                  | Dolmány Attila             |   |
| 10 éves Dick Grayson                   | Joey Simmrin                           | Simonyi Balázs                           | —                                | —                  | Penke Bence                        | —                          |   |
| Ted Dymer / Őrült Robbantó             | Bruce Timm                             | Fekete Zoltán                            | —                                | —                  | Bartucz Attila                     | —                          |   |
| Red                                    | Bruce Timm                             | ?                                        | —                                | —                  | ?                                  | —                          |   |
| Sebhelyes arcú gengszter               | Marcelo Tubert                         | ?                                        | —                                | —                  | Papucsek Vilmos                    | —                          |   |
| Carlos                                 | Marcelo Tubert                         | Melis Gábor                              | —                                | —                  | ?                                  | —                          |   |
| Raymond Bell                           | Scott Valentine                        | Holl Nándor                              | —                                | —                  | ?                                  | —                          |   |
| Vegyész                                | Scott Valentine                        | —                                        | Sótonyi Gábor                    | —                  | —                                  | —                          |   |
| Dana Blessing                          | Vernee Watson                          | Papp Györgyi                             | —                                | ?                  | —                                  | Nádasi Veronika            |   |
| Doktornő                               | Vernee Watson                          | ?                                        | —                                | —                  | —                                  | Czirják Csilla             |   |
| Dr. Achilles Milo                      | Treat Williams                         | Szokol Péter (1. évad, 33. rész)         | —                                | —                  | Karácsonyi Zoltán                  | —                          |   |
| Dr. Achilles Milo                      | Treat Williams                         | Bartucz Attila (1. évad, 36. rész)       | —                                | —                  | Karácsonyi Zoltán                  | —                          |   |
| Tony Zucco                             | Thomas F. Wilson                       | Zalán János                              | —                                | —                  | Mikula Sándor                      | —                          |   |
| John Grayson                           | Thomas F. Wilson                       | Wohlmuth István                          | —                                | —                  | ?                                  | —                          |   |
| Vertigo                                | Michael York                           | Holl Nándor                              | —                                | —                  | Kapácsy Miklós                     | —                          |   |
| Montague Kane                          | Michael York                           | Versényi László                          | —                                | —                  | Gubányi György István              | —                          |   |
| Brenda                                 | Patricia Alice Albrecht                | —                                        | ?                                | —                  | —                                  | —                          |   |
| Bert                                   | Adam Ant                               | Várkonyi András                          | —                                | —                  | —                                  | ?                          |   |
| Clio                                   | Bess Armstrong                         | Kiss Erika                               | —                                | —                  | —                                  | F. Nagy Erika              |   |
| Clerk                                  | Bever-Leigh Banfield                   | ?                                        | —                                | —                  | ?                                  | —                          |   |
| Carl Fowler / Nostromos                | Michael Des Barres                     | Sinkovits-Vitay András                   | —                                | —                  | Bognár Zsolt                       | —                          |   |
| Wilkes                                 | Robby Benson (1. évad, 13. rész)       | ?                                        | ?                                | —                  | ?                                  | —                          |   |
| Wilkes                                 | Roger Rose (2. évad, 13. rész)         | ?                                        | ?                                | —                  | ?                                  | —                          |   |
| Vincent Starkey / Vinnie, a Cápa       | Gregg Berger                           | Varga Tamás                              | —                                | —                  | —                                  | Vass Gábor                 |   |
| Rosie                                  | Gregg Berger                           | ?                                        | —                                | —                  | —                                  | ?                          |   |
| Sherman Grant                          | Matthew Brooks                         | Simonyi Balázs                           | —                                | —                  | Berkes Bence                       | —                          |   |
| Marva Cooper                           | Candy Ann Brown                        | Varga Zsuzsa                             | —                                | —                  | ?                                  | —                          |   |
| Dr. Wataki                             | Roscoe Lee Browne                      | Szabó Ottó                               | —                                | —                  | —                                  | Perlaki István             |   |
| Dr. Hugo Strange                       | Ray Buktenica                          | Barbinek Péter                           | —                                | —                  | Besenczi Árpád                     | —                          |   |
| Hoffman                                | Rodger Bumpass                         | Horkai János                             | —                                | —                  | ?                                  | —                          |   |
| Hayden Sloane                          | LeVar Burton                           | ?                                        | —                                | ?                  | —                                  | Fehér Péter                |   |
| Matthew Thorne                         | Joseph Campanella                      | Barbinek Péter                           | —                                | —                  | Koroknay Géza                      | —                          |   |
| Nick                                   | Adam Carl                              | ?                                        | —                                | —                  | ?                                  | —                          |   |
| Yoru Sensei                            | Chao Li Chi (1. évad, 28. rész)        | Tardy Balázs                             | —                                | —                  | ?                                  | —                          |   |
| Yoru Sensei                            | Goh Misawa (1. évad, 55. rész)         | Tardy Balázs                             | —                                | —                  | ?                                  | —                          |   |
| Billy                                  | Robert Clotworthy                      | Bácskai János                            | —                                | —                  | ?                                  | —                          |   |
| Chick                                  | Townsend Coleman                       | ?                                        | —                                | —                  | ?                                  | —                          |   |
| Hackle                                 | John Considine                         | ?                                        | —                                | —                  | ?                                  | —                          |   |
| Josiah Wormwood                        | Bud Cort                               | Elekes Pál                               | Imre István                      | —                  | Breyer Zoltán                      | —                          |   |
| Vreeland tábornok                      | Frank Cover                            | —                                        | Kardos Gábor                     | —                  | —                                  | —                          |   |
| Leon embere                            | Tim Curry                              | Hankó Attila                             | —                                | —                  | ?                                  | —                          |   |
| Jessy                                  | Denny Dillon                           | Bessenyei Emma                           | —                                | —                  | Illyés Mari                        | —                          |   |
| Min                                    | Micky Dolenz                           | ?                                        | —                                | —                  | Bódy Gergely                       | —                          |   |
| Max                                    | Micky Dolenz                           | ?                                        | —                                | —                  | Bódy Gergely                       | —                          |   |
| Michael Stromwell                      | Paul Dooley                            | Melis Gábor                              | —                                | —                  | Várday Zoltán                      | —                          |   |
| Frederick                              | Roy Dotrice                            | Komlós András                            | —                                | —                  | —                                  | Pálfai Péter               |   |
| Ernie                                  | Richard Doyle                          | Hankó Attila                             | —                                | —                  | —                                  | Bartucz Attila             |   |
| Salvo Smith                            | Lorin Dreyfuss                         | Salinger Gábor                           | —                                | —                  | ?                                  | —                          |   |
| Maggie Page                            | Paddi Edwards                          | Halász Aranka                            | Illyés Mari                      | —                  | Halász Aranka                      | —                          |   |
| Ferris Dolan                           | Paul Eiding                            | ?                                        | —                                | —                  | ?                                  | —                          |   |
| Sheldon Fallbrook                      | Héctor Elizondo                        | Móni Ottó                                | —                                | —                  | —                                  | Végh Ferenc                |   |
| Elliot                                 | Richard Erdman                         | ?                                        | —                                | —                  | ?                                  | —                          |   |
| Dr. Wu                                 | Takayo Fischer                         | Hárai Ágnes                              | Illyés Mari                      | —                  | ?                                  | —                          |   |
| Daniel Mockridge                       | Gary Frank                             | Mikula Sándor                            | —                                | —                  | Harmath Imre                       | —                          |   |
| Arnold Rundle                          | Steve Franken                          | Farkas Tamás                             | —                                | —                  | ?                                  | —                          |   |
| Paul Debris / Paul, a Polip (1. szo.)  | Matt Frewer                            | Szűcs Sándor                             | —                                | —                  | Katona Zoltán                      | —                          |   |
| Sidney Debris / Sid, a Polip (2. szo.) | Matt Frewer                            | Szűcs Sándor                             | —                                | —                  | Katona Zoltán                      | —                          |   |
| Góliát                                 | Brad Garrett                           | Csuja Imre                               | —                                | —                  | —                                  | Bognár Tamás               |   |
| Jazzman                                | Brian George                           | ?                                        | —                                | —                  | Magyar Bálint                      | —                          |   |
| Jack Haley                             | Ed Gilbert                             | ?                                        | —                                | —                  | ?                                  | —                          |   |
| Chi-Chi                                | Rebecca Gilchrist                      | ?                                        | —                                | —                  | ?                                  | —                          |   |
| Frank                                  | Richard Gilliland                      | ?                                        | —                                | —                  | Stukovszky Tamás                   | —                          |   |
| Raven                                  | Richard Gilliland                      | Bartucz Attila                           | —                                | —                  | Koncz István                       | —                          |   |
| Sam Giddell                            | Danny Goldman                          | ?                                        | —                                | —                  | ?                                  | —                          |   |
| Wizard                                 | Seth Green                             | Szokol Péter                             | —                                | —                  | ?                                  | —                          |   |
| Lloyd Ventrix                          | Michael Gross                          | ?                                        | —                                | —                  | ?                                  | —                          |   |
| Rebecca Fallbrook                      | Khrystyne Haje                         | Varga Zsuzsa                             | —                                | —                  | —                                  | Roatis Andrea              |   |
| Dan Riley                              | Dorian Harewood                        | Sinkovits-Vitay András                   | —                                | —                  | ?                                  | —                          |   |
| Billy                                  | David Haskell                          | ?                                        | —                                | —                  | ?                                  | —                          |   |
| Connie Stromwell                       | Katherine Helmond                      | Menszátor Magdolna                       | —                                | —                  | ?                                  | —                          |   |
| Billy, a fókafiú                       | Whit Hertford                          | Glósz Viktor                             | —                                | —                  | —                                  | Ács Balázs                 |   |
| Mason                                  | Peter Jason                            | ?                                        | —                                | —                  | ?                                  | —                          |   |
| Armand Lydecker / Keselyű              | David Jolliffe                         | Besenczi Árpád (Armand Lydecker)         | —                                | —                  | —                                  | Bódy Gergely               |   |
| Armand Lydecker / Keselyű              | David Jolliffe                         | F. Nagy Zoltán (Keselyű)                 | —                                | —                  | —                                  | Bódy Gergely               |   |
| Nivens                                 | Jeffrey Jones                          | Imre István                              | —                                | —                  | —                                  | Seder Gábor                |   |
| Kairi Tanaga                           | Julia Kato                             | Madarász Éva                             | —                                | —                  | ?                                  | —                          |   |
| Zowie                                  | William Katt                           | —                                        | Wohlmuth István                  | —                  | —                                  | —                          |   |
| Fiatal Michael Stromwell               | Josh Keaton                            | ?                                        | —                                | —                  | ?                                  | —                          |   |
| Irving Faucewater                      | Zale Kessler                           | Móni Ottó                                | —                                | —                  | ?                                  | —                          |   |
| Beechum                                | Gary Kroeger                           | Kardos Gábor                             | —                                | —                  | ?                                  | —                          |   |
| Dicky                                  | Joe Lala                               | ?                                        | —                                | —                  | —                                  | ?                          |   |
| Murphy                                 | Maurice LaMarche                       | ?                                        | —                                | —                  | ?                                  | —                          |   |
| Nitro                                  | David L. Lander                        | ?                                        | —                                | —                  | ?                                  | —                          |   |
| A Szürke Szellem narrátora             | Joe Leahy                              | Bozai József                             | —                                | —                  | Bozai József                       | —                          |   |
| Lisa Clark                             | Heather Locklear                       | ?                                        | —                                | —                  | ?                                  | —                          |   |
| Dr. Emile Dorian                       | Joseph Maher                           | Rudas István                             | —                                | —                  | Wohlmuth István                    | —                          |   |
| Roberta                                | Denise Marco                           | Vadász Bea                               | —                                | —                  | Tamási Nikolett                    | —                          |   |
| ’Mokányka’ Spencer                     | Jason Marsden                          | Tahi József                              | —                                | —                  | —                                  | Baráth István              |   |
| Lisa Lorraine / Csodamama              | Andrea Martin                          | —                                        | Némedi Mari                      | —                  | —                                  | —                          |   |
| Andrea                                 | Janet May                              | ?                                        | —                                | —                  | ?                                  | —                          |   |
| Chris Carlyle                          | Scott McAfee                           | ?                                        | —                                | —                  | —                                  | Pál Dániel Máté            |   |
| Dr. Long                               | Kevin McCarthy                         | ?                                        | —                                | —                  | Versényi László                    | —                          |   |
| Arcady Duvall                          | Malcolm McDowell                       | Horányi László                           | —                                | —                  | —                                  | Zöld Csaba                 |   |
| Jonah Hex                              | Bill McKinney                          | Jakab Csaba                              | —                                | —                  | —                                  | Sinkovits-Vitay András     |   |
| Pierce Chapman                         | Sam McMurray                           | F. Nagy Zoltán                           | —                                | —                  | ?                                  | —                          |   |
| Janet Van Dorn                         | Lynette Mettey (1. évad, 61. rész)     | ? (1. évad, 61. rész)                    | —                                | ?                  | —                                  | Czirják Csilla             |   |
| Janet Van Dorn                         | Stephanie Zimbalist (2. évad, 4. rész) | Hirling Judit (2. évad, 4. rész)         | —                                | ?                  | —                                  | Czirják Csilla             |   |
| Dr. Lee                                | Haunani Minn                           | Incze Ildikó                             | —                                | —                  | —                                  | Mezei Kitty                |   |
| Pincérnő                               | Elizabeth Montgomery                   | Incze Ildikó                             | —                                | —                  | —                                  | ?                          |   |
| Boseman                                | Chuck Moshontz                         | Perlaki István                           | —                                | —                  | ?                                  | —                          |   |
| Kimmy Ventrix                          | Elisabeth Moss                         | ?                                        | —                                | —                  | ?                                  | —                          |   |
| Cindy                                  | Megan Mullally                         | ?                                        | —                                | —                  | —                                  | Szabó Zselyke              |   |
| Warren Lawford / Róka                  | Bill Mumy                              | Czvetkó Sándor                           | —                                | —                  | —                                  | Seszták Szabolcs           |   |
| Boss Biggis                            | George Murdock                         | Kránitz Lajos                            | —                                | —                  | Uri István                         | —                          |   |
| Thoth Khepera                          | Nichelle Nichols                       | Dudás Eszter                             | —                                | —                  | —                                  | Pupos Tímea                |   |
| Grant Walker                           | Dan O'Herlihy                          | —                                        | Versényi László                  | —                  | —                                  | —                          |   |
| Buddy Standler / Fűszer király         | Stuart Pankin                          | —                                        | Sótonyi Gábor                    | —                  | —                                  | —                          |   |
| Manny                                  | Robert Pastorelli                      | —                                        | Kajtár Róbert                    | —                  | —                                  | —                          |   |
| Csatorna király                        | Michael Pataki                         | Botár Endre                              | —                                | —                  | Katona Zoltán                      | —                          |   |
| Jay                                    | Rob Paulsen                            | Szokol Péter                             | —                                | —                  | Vári Attila                        | —                          |   |
| Eddie G.                               | Robert Picardo                         | ?                                        | —                                | —                  | ?                                  | —                          |   |
| Kelly Carlyle                          | Christopher Pickering                  | ?                                        | —                                | —                  | —                                  | ?                          |   |
| Mary Dahl / Baby Doll                  | Alison La Placa                        | Biró Anikó                               | —                                | —                  | —                                  | Vadász Bea                 |   |
| Charles Baxter                         | Peter Mark Richman                     | —                                        | Imre István                      | —                  | —                                  | —                          |   |
| Brian Daily                            | Robbie Rist                            | R. Kárpáti Péter                         | —                                | —                  | —                                  | ?                          |   |
| Fiatal Arnold Stromwell                | Alan Roberts                           | ?                                        | —                                | —                  | ?                                  | —                          |   |
| Alice Pleasance                        | Kimmy Robertson                        | Ábrahám Edit                             | —                                | —                  | Simonyi Piroska                    | —                          |   |
| Jozek                                  | John Rhys-Davies                       | Bata János                               | Bognár Tamás                     | —                  | Áron László                        | —                          |   |
| Jozek                                  | John Rhys-Davies                       | Rosta Sándor (Batman álcája)             |                                  | —                  | Áron László                        | —                          |   |
| Stavros                                | Nick Savalas                           | Pálfai Péter                             | —                                | —                  | —                                  | Imre István                |   |
| Alex                                   | Nick Savalas                           | Faragó József                            | —                                | —                  | —                                  | Albert Péter               |   |
| John Zatara                            | Vincent Schiavelli                     | Kárpáti Tibor                            | —                                | —                  | ?                                  | —                          |   |
| Harry Loomis / Gyűjtő Patkány          | Grant Shaud                            | —                                        | Csankó Zoltán                    | —                  | —                                  | —                          |   |
| Jordan Hill                            | Justin Shenkarow                       | ?                                        | —                                | —                  | ?                                  | —                          |   |
| Helen Ventrix                          | Jean Smart                             | ?                                        | —                                | —                  | ?                                  | —                          |   |
| Violet                                 | Lynne Marie Stewart                    | ?                                        | ?                                | —                  | ?                                  | —                          |   |
| Brian Rogers                           | Brian Stokes Mitchell                  | Boros Zoltán                             | —                                | —                  | ?                                  | —                          |   |
| Dr. Joan Leland                        | Suzanne Stone                          | —                                        | ?                                | —                  | —                                  | —                          |   |
| Tammy Vance                            | Judy Strangis                          | Lengyel Kati                             | —                                | —                  | —                                  | ?                          |   |
| Dr. Steven Carlyle                     | Peter Strauss                          | Beratin Gábor                            | —                                | —                  | —                                  | Juhász Zoltán              |   |
| Növényember                            | Peter Strauss                          | Csuja Imre                               | —                                | —                  | —                                  | Bácskai János              |   |
| Maxie Zeusz                            | Steve Susskind                         | Jakab Csaba                              | —                                | —                  | —                                  | Tokaji Csaba               |   |
| Marcia Cates                           | Loretta Swit                           | Bessenyei Emma                           | —                                | —                  | ?                                  | —                          |   |
| Crocker                                | Jeffrey Tambor                         | ?                                        | —                                | —                  | Papucsek Vilmos                    | —                          |   |
| McWhirter                              | Mark L. Taylor                         | ?                                        | Rudas István                     | —                  | ?                                  | —                          |   |
| Ápoló                                  | Ron Taylor                             | Uri István                               | ?                                | —                  | ?                                  | —                          |   |
| Torchy                                 | Ron Taylor                             | Dimulász Miklós                          | Imre István                      | —                  | ?                                  | —                          |   |
| Mariam                                 | Tasia Valenza                          | Rácz Kati                                | —                                | —                  | —                                  | Balogh Anna                |   |
| Monk                                   | Sal Viscuso                            | ?                                        | —                                | —                  | ?                                  | —                          |   |
| Lyle Bolton / Pribék                   | Bruce Weitz                            | —                                        | Albert Péter                     | —                  | —                                  | —                          |   |
| Simon Trent / Szürke Szellem           | Adam West                              | Balázsi Gyula                            | —                                | —                  | Jakab Csaba                        | —                          |   |
| Ivan                                   | Ian Patrick Williams                   | Szűcs Sándor                             | —                                | —                  | Bolla Róbert                       | —                          |   |
| Május és Június                        | JoBeth Williams                        | Braun Rita                               | —                                | —                  | —                                  | Csondor Kata               |   |
| Leon                                   | Tom Williams                           | Horkai János                             | —                                | —                  | ?                                  | —                          |   |
| Ethan Clark                            | William Windom                         | Perlaki István                           | —                                | —                  | Rudas István                       | —                          |   |
| Earl Cooper                            | Paul Winfield                          | Pataki Imre                              | —                                | —                  | Imre István                        | —                          |   |
| Tod Baker                              | Alan Young                             | Kárpáti Tibor                            | —                                | —                  | —                                  | Szabó Endre                |   |
| Driller                                | Ron Perlman                            | ?                                        | —                                | —                  | Bolla Róbert                       | —                          |   |
| Mr. Tarnower                           | Ron Perlman                            | Horányi László                           | —                                | —                  | ?                                  | —                          |   |
| Mary Grayson                           | Diane Pershing                         | ?                                        | —                                | —                  | ?                                  | —                          |   |
| Mugsy                                  | Joe Piscopo                            | Várkonyi András                          | —                                | —                  | —                                  | Horváth-Töreki Gergely     |   |
| Ratso                                  | Neil Ross                              | Szűcs Sándor                             | —                                | —                  | —                                  | Vida Péter                 |   |
| Twitch                                 | Chick Vennera                          | Horányi László                           | —                                | —                  | ?                                  | —                          |   |
| Kormányzó                              | Patrick Leahy                          | Pálfai Péter                             | —                                | —                  | —                                  | Kapácsy Miklós             |   |
| Seriff                                 | William Bryant                         | ?                                        | —                                | —                  | —                                  | Galbenisz Tomasz           |   |
| Operatőr                               | Hal Rayle                              | Wohlmuth István                          | —                                | —                  | —                                  | Fellegi Lénárd             |   |
| Igazgató 3.                            | B.J. Ward                              | ?                                        | —                                | —                  | —                                  | Bessenyei Emma             |   |

## Magyar változat

### Eredeti változat
A rajzfilmsorozat eredeti változatát az HBO-n vetítették le 1993-tól, melyekhez a Masterfilm Digital Kft. készítette a szinkront. A 2000-es évek elején a Viasat 6 is leadta az HBO-s változatot, bár néhány epizódot a tévécsatorna újra szinkronizáltatta. Az HBO Maxon néhány rész kivételével az eredeti magyar szinkronnal található meg.

### Második változat
1998-ban az RTL Klub is műsorra tűzte, viszont a tévécsatorna új szinkront rendelt be, melyeket a Mafilm Audio Kft. készített el. A 2000-es évek elején a Viasat 6 is új szinkront készíttetett néhány epizódhoz.

### Harmadik változat
2006-ban az első évad 56 epizódjához újabb szinkront készítettek, melyeket DVD-n adtak ki. 2016-ban az RTL Spike műsorra tűzte a DVD-s változatot, valamint 22 részhez a tévécsatorna rendelt be szinkront, melyeket a Masterfilm Digital Kft. készített el. A második évadból 7 epizódot viszont az RTL Klub-os változattal adtak le, ezekhez harmadik magyar változat nem készült.

### A magyar változat munkatársai
| Beosztás          | 1. magyar változat                                    | 2. magyar változat | 2. magyar változat | 3. magyar változat                      | 3. magyar változat                           |
| Beosztás          | HBO                                                   | RTL Klub           | Viasat6            | DVD                                     | RTL Spike                                    |
| ----------------- | ----------------------------------------------------- | ------------------ | ------------------ | --------------------------------------- | -------------------------------------------- |
| Magyar szöveg     | Meszéna Mariann                                       | Joó Eszter         | N/A                | N/A                                     | Jólesz Dávid                                 |
| Hangmérnök        | Kendi Lajos Kiss István Horváth Zoltán Bederna László | Kardos Péter       | N/A                | N/A                                     | Halas Péter                                  |
| Vágó              | Derzsi Csilla                                         | Simkó Ferenc       | N/A                | N/A                                     | Győrösi Gabriella Csabai Dániel Völler Ágnes |
| Gyártásvezető     | Udud Sándor Árvay Zsuzsa                              | Gelencsér Adrienne | N/A                | N/A                                     | Vigvári Ágnes                                |
| Szinkronrendező   | Zala Kálmán Árvay Zsuzsa Hirth Ildikó                 | Lakos Éva          | N/A                | N/A                                     | Nikas Dániel                                 |
| Produkciós vezető | N/A                                                   | N/A                | N/A                | N/A                                     | Jávor Barbara                                |
| Felolvasó         | Bozai József                                          | Korbuly Péter      | Bozai József       | Bozai József                            | Bozai József                                 |
| Megrendelő        | HBO                                                   | RTL Klub           | Viasat 3           | Warner Home Video (Magyarország) (Kft.) | Viacom                                       |
| Szinkronstúdió    | Masterfilm (Digital) Kft.                             | Mafilm Audio Kft.  | N/A                | N/A                                     | Masterfilm (Digital) Kft.                    |

## Díjak és jelölések
A sorozat több Emmy-díjat is kapott, köztük egyet a Outstanding Animated Program kategóriában. Köztük hozott egyet A jég szíve című is, melyben Mr. Fagy története elevenítődik fel.